# خون‌مردگی (فیلم)
خون مردگی(bruise) فیلمی مستند به کارگردانی و تهیه کنندگی محمد کارت محصول سال ۱۳۹۲ است.
فیلمبرداری این فیلم به تمامی در شیراز انجام شده است. این مستند از محلۀ سعدیه به پایین رفته و با نشان دادن جنوب و حاشیۀ شهر شیراز تصویری متفاوت از این شهر ارائه کرده و خرده‌فرهنگ خلافکاران شیراز را ثبت کرده است. مسعود پویا منتقد سینما معتقد است که این مستند از اشراف و تسلط سازنده‌اش بر محیط حاشیۀ شهر شیراز و آدم‌های آن حکایت دارد.

## خلاصه داستان
مضمونی اجتماعی دارد که با نگاه آسیب‌شناسانه  زندگی جبرآمیز، فرهنگ لاتی، و خشونت غالب برخی از جوانان جنوب شهر شیراز را به نمایش می‌گذارد.

## جوایز و نامزدی‌ها
برنده تندیس بهترین فیلم اجتماعی از هفتمین جشنواره بین‌المللی سینما حقیقت
برنده تندیس بهترین صداگذاری از هفتمین جشنواره بین‌المللی سینما حقیقت
برنده تندیس بهترین فیلم از نگاه تماشاگران از سی و یکمین جشنواره فیلم کوتاه تهران
برنده تندیس بهترین فیلم اجتماعی سال ۹۲–۹۱ از چهارمین دوره جایزه بزرگ شهید آوینی
برنده تندیس بهترین کارگردانی نهمین دوره جشنواره ملی فیلم اردیبهشت هرمزگان
برنده تندیس بهترین فیلم نیمه بلند از یازدهمین دوره جشنواره سراسری دانشجویی نهال
برنده تندیس بهترین فیلم از نگاه تماشاگران از یازدهمین دوره جشنواره سراسری دانشجویی نهال
برنده تندیس بهترین فیلم مستند از پنجاهمین جشنواره منطقه ای سینمای جوان ایران
برنده تندیس بهترین فیلم از نگاه تماشاگران از سی و یکمین جشنواره فیلم کوتاه تهران
برنده تندیس بهترین فیلم مستند از چهارمین جشنواره فیلم کوتاه مستقل خورشید
کاندیدای بهترین کارگردانی فیلم مستند از هشتمین جشن منتقدان و نویسندگان سینمایی ایران
کاندیدای بهترین فیلم نیمه بلنداز هفتمین جشنواره بین‌المللی سینما حقیقت
کاندای بهترین کارگردانی از هفتمین جشنواره بین‌المللی سینما حقیقت
کاندیدای بهترین تدوین از هفتمین جشنواره بین‌المللی سینما حقیقت
کاندیدای بهترین کارگردانی فیلمهای مستنداز سی و یکمین جشنواره فیلم کوتاه تهران
کاندیدای بهترین فیلم مستند از سی و یکمین جشنواره فیلم کوتاه تهران
کاندیدای بهترین تدوین از سی و یکمین جشنواره فیلم کوتاه تهران